# آوگوست وایسمان
آوگوست وایسمان (انگلیسی: August Weismann؛ ۱۷ ژانویهٔ ۱۸۳۴ – ۵ نوامبر ۱۹۱۴) یک دانشمند اهل آلمان بود.